# Scopula mannerheimaria
Scopula mannerheimaria là một loài bướm đêm trong họ Geometridae.